# سفين ميلاندر
سفين ميلاندر (بالسويدية: Sven Melander)‏ هو صحفي ومقدم تلفزيوني وممثل سويدي، ولد في 30 أكتوبر 1947 في السويد.

## وصلات خارجية
- سفين ميلاندر على موقع IMDb (الإنجليزية)
- سفين ميلاندر على موقع روتن توميتوز (الإنجليزية)
- سفين ميلاندر على موقع ميوزك برينز (الإنجليزية)
- سفين ميلاندر على موقع قاعدة بيانات الأفلام السويدية (السويدية)
- سفين ميلاندر على موقع أول ميوزيك (الإنجليزية)
- سفين ميلاندر على موقع ديسكوغز (الإنجليزية)
- سفين ميلاندر على موقع قاعدة بيانات الفيلم (الإنجليزية)